# 塞勒 (滨海夏朗德省)
塞勒（法語：Celles，法語發音：[sɛl] ⓘ）是法国滨海夏朗德省的一个市镇，位于该省东部偏南，属于容扎克区。

## 地理
塞勒（45°36'17"N, 0°22'17"W）面积6 平方千米，位于法国新阿基坦大区滨海夏朗德省，该省份为法国西部滨海省份，北起旺代省，西临大西洋，南至吉倫特省，东南接多爾多涅省，东北接德塞夫勒省接壤，东临夏朗德省。
与塞勒接壤的市镇（或旧市镇、城区）包括：日默、萨勒当格勒、库隆日、隆扎克、内河畔圣马夏尔。

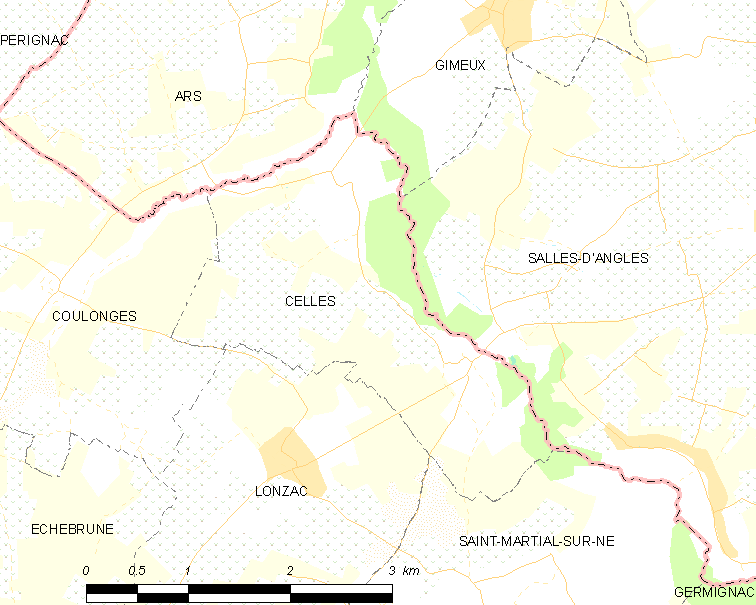
的OSM定位图

塞勒的时区为UTC+01:00、UTC+02:00（夏令时）。

## 行政
塞勒的邮政编码为17520，INSEE市镇编码为17076。

## 政治
塞勒所属的省级选区为容扎克县。

## 人口

1962-2008年间人口变化图示

塞勒于2022年1月1日时的人口数量为326人。